# 混合病毒科
混合病毒科（学名：Amalgaviridae）为双链RNA病毒目的一个科。

## 下级分类
本科包括以下属：
- 混合病毒属 Amalgavirus
- Zybavirus